# Kabupaten Nagekeo
Kabupaten Nagekeo (engelska: Nagekeo Regency) är ett kabupaten i Indonesien.   Det ligger i provinsen Nusa Tenggara Timur, i den centrala delen av landet, 1 600 km öster om huvudstaden Jakarta. Antalet invånare är 130 120.